# Ким Чжун Ён
Ким Чжун Ён (кор. 김준영; род. 31 мая 1999, Сеул) — корейский футболист, полузащитник.

## Клубная карьера
Ким является воспитанником сеульской академии «Ханянг». 17 февраля 2020 года подписал контракт с белорусским клубом «Динамо» из Минска. 9 марта дебютировал в составе команды в матче кубка Белоруссии с БАТЭ. На 78-й минуте он вышел на поле вместо Евгения Шикавки. 20 марта сыграл первую игру в Высшей лиге, когда главный тренер Сергей Гуренко выпустил его во втором тайме матча с брестским «Рухом» вместо Ивана Бахара. 27 июня того же года расторг контракт с клубом по соглашению сторон.

## Статистика выступлений

### Клубная статистика
| Выступление      | Выступление      | Выступление      | Лига | Лига | Кубки | Кубки | Конт.кубки | Конт.кубки | Итого | Итого |
| Клуб             | Лига             | Сезон            | Игры | Голы | Игры  | Голы  | Игры       | Голы       | Игры  | Голы  |
| ---------------- | ---------------- | ---------------- | ---- | ---- | ----- | ----- | ---------- | ---------- | ----- | ----- |
| Динамо (Минск)   | Высшая лига      | 2020             | 2    | 0    | 2     | 0     | 0          | 0          | 4     | 0     |
| Динамо (Минск)   | Итого            | Итого            | 2    | 0    | 2     | 0     | 0          | 0          | 4     | 0     |
| Всего за карьеру | Всего за карьеру | Всего за карьеру | 2    | 0    | 2     | 0     | 0          | 0          | 4     | 0     |